# Санту-Антан-ду-Тожал
Санту-Антан-ду-Тожал (порт. Santo Antão do Tojal; МФА: [ˈsɐ̃.tu ɐ̃.ˈtɐ̃w du tu.ˈʒaɫ]) — парафія в Португалії, у муніципалітеті Лореш. Розташована в західній частині країни, на теренах історичної португальської провінції Ештремадура. Входить до складу округу Лісабон. За адміністративним поділом, чинним до 1976 року, терени парафії були складовою провінції Ештремадура. Належить до Лісабонського патріархату Католицької церкви. Патрон — святий Антоній. Площа — 15,1291 км². Населення — 4216 ос. (2011). Сильно урбанізований регіон. Густота населення — 278,67 осіб/км²
. Код — 110714.

## Населення
| Кількість мешканців | Кількість мешканців | Кількість мешканців | Кількість мешканців | Кількість мешканців | Кількість мешканців | Кількість мешканців | Кількість мешканців | Кількість мешканців | Кількість мешканців | Кількість мешканців | Кількість мешканців | Кількість мешканців | Кількість мешканців | Кількість мешканців |
| ------------------- | ------------------- | ------------------- | ------------------- | ------------------- | ------------------- | ------------------- | ------------------- | ------------------- | ------------------- | ------------------- | ------------------- | ------------------- | ------------------- | ------------------- |
| 1864                | 1878                | 1890                | 1900                | 1911                | 1920                | 1930                | 1940                | 1950                | 1960                | 1970                | 1981                | 1991                | 2001                | 2011                |
| 968                 | 1 097               | 1 201               | 1 354               | 1 433               | 1 391               | 1 381               | 1 461               | 1 625               | 1 796               | 2 491               | 3 614               | 4 236               | 4 192               | 4 216               |